# Catedral de Nuestra Señora del Carmen (Joló)
La Catedral de Nuestra Señora del Carmen también Catedral de Nuestra Señora del Monte Carmelo o simplemente Catedral de Joló es una catedral de la Iglesia católica en Joló, Sulu que funciona como la sede del vicariato apostólico de Joló (Vicariatus Apostolicus Ioloensis). La catedral se encuentra en Jolo, una isla volcánica en la provincia de Sulu de la Región Autónoma en el Mindanao musulmán en el extremo sur del país asiático de Filipinas. La catedral está dedicada a la Virgen María en su advocación de Nuestra Señora del Monte Carmelo (Nuestra Señora del Carmen).

## Atentados
El 10 de enero de 2010, una granada explotó frente a la catedral, rompiendo las ventanas. La granada fue arrojada a las tumbas de Francis Joseph McSorley y Benjamin de Jesus, dos ex obispos de la Iglesia Católica. La explosión ocurrió una hora antes de la celebración de una misa. No hubo heridos.
El 20 de mayo de 2010, una granada explotó frente a la catedral a las 9:30 de la tarde. La catedral sufrió daños menores. No se reportaron víctimas fatales ni heridos.
El 27 de enero de 2019, la catedral fue atacada durante la celebración de una misa, matando al menos a dieciocho personas e hiriendo a otras ochenta y dos. El Estado islámico se responsabilizó del ataque.

## Véase también

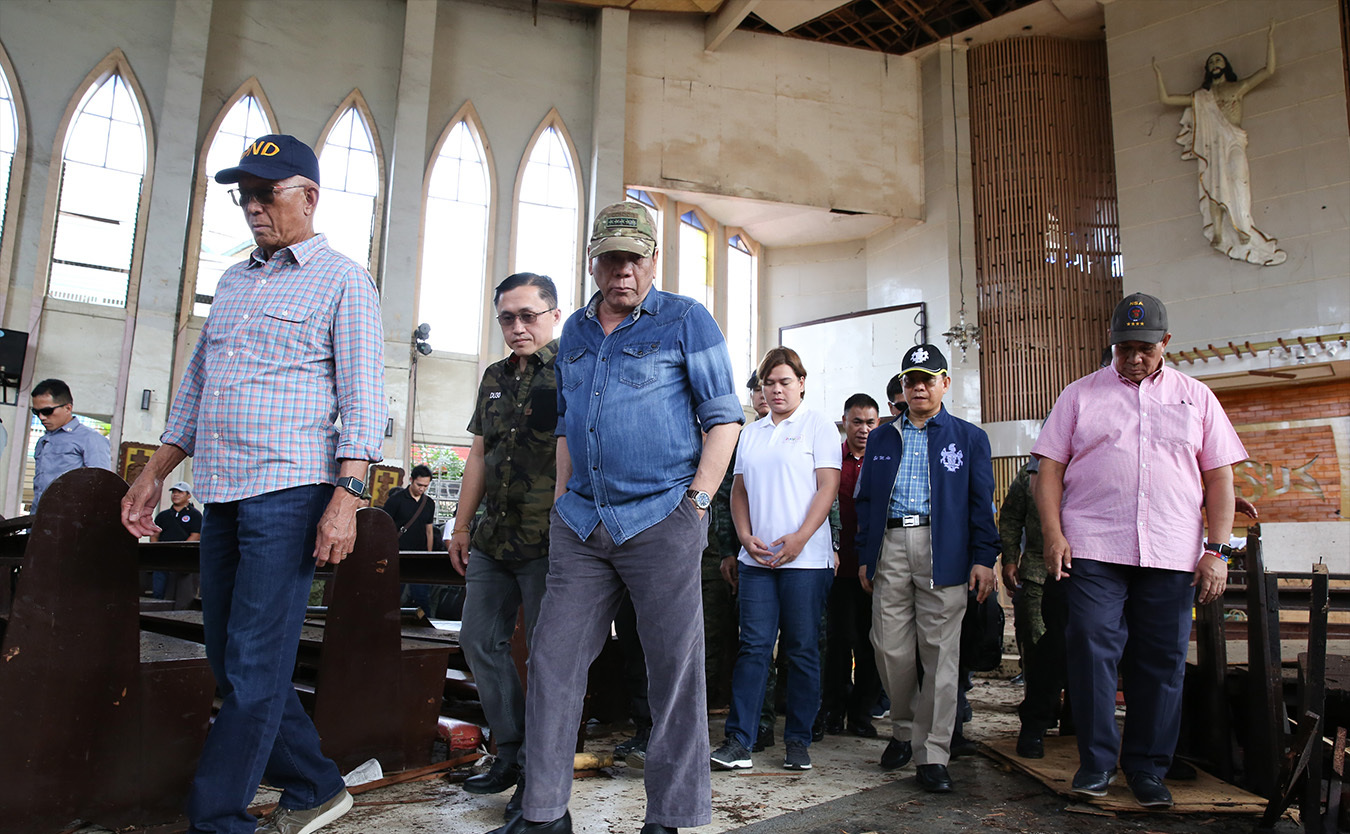
El presidente Rodrigo Duterte visita la Catedral en 2019